# Woodson County
Woodson County is een county in de Amerikaanse staat Kansas.
De county heeft een landoppervlakte van 1.297 km² en telt 3.788 inwoners (volkstelling 2000). De hoofdplaats is Yates Center.